# Kyōkai Senki
Kyōkai Senki (境界戦機 Kyōkai Senki?, lit. "Guerrero en el límite"), también conocido por su nombre en inglés Amaim Warrior at the Borderline es una serie de televisión de anime japonesa con historial original animada por Sunrise Beyond. Se estrenó en octubre de 2021. Una serie de fotonovelas titulada Kyōkai Senki: Frost Flower se publicó en la revista Monthly Hobby Japan de Hobby Japan desde julio de 2021.

## Trama
A mediados del siglo XX, debido a la crisis económica y al colapso de la tasa de natalidad, Japón estaba a punto de convertirse en un estado fallido. En respuesta, las naciones extranjeras enviaron fuerzas para intervenir. Sin embargo, la intervención extranjera se convirtió rápidamente en una ocupación extranjera, y las naciones extranjeras rivales comenzaron la destructiva Guerra de Límites, luchada con mechas autónomos de drones llamados AMAIM. Para el año 2061, la Guerra Fronteriza ha terminado, pero Japón se ha dividido en cuatro zonas ocupadas donde los japoneses nativos son tratados como ciudadanos de segunda clase. A raíz de la agitación social y los disturbios resultantes, un niño llamado Amō Shiiba se topa con un AMAIM abandonado llamado Kenbu y una IA autónoma llamada Gai. Con Kenbu y Gai, Amō tiene la oportunidad de cambiar el curso de la historia tanto para él como para toda la nación de Japón.

## Personajes

### Personajes principales
Amō Shiiba (椎葉 アモウ Shiiba Amō?)
Voz por: Gen Satō
Gashin Tezuka (鉄塚 ガシン Tezuka Gashin?)
Voz por: Yūto Uemura
Shion Shishibe (紫々部 シオン Shishibe Shion?)
Voz por: Kana Ichinose
I-LeS Gai (I-LeS ガイ?)
Voz por: Natsumi Fujiwara
I-LeS Kai (I-LeS ケイ?)
Voz por: Yui Ishikawa
I-LeS Nayuta (I-LeS ナユタ?)
Voz por: Taishi Murata

### Yatagarasu
Risa Kōzaki (甲咲 リサ Kōzaki Risa?)
Voz por: Masumi Asano
Gōken Kumai (熊井 ゴウケン Kumai Gōken?)
Voz por: Masaki Terasoma
Eiji Umasaki (馬﨑 エイジ Umasaki Eiji?)
Voz por: Kazuhiro Nakaya
Misuzu Maki (槙 ミスズ Maki Misuzu?)
Voz por: Ayaka Nanase
Takeru Muramatsu (村松 タケル Muramatsu Takeru?)
Voz por: Shin Matsushige

### Confederación de Oceanía
Jeffrey Wilson (ジェフリー・ウィルソン Jefurī Wiruson?)
Voz por: Tetsu Inada
Kate Burn (ケイト・バーン Keito Bān?)
Voz por: Shizuka Ishigami

### América del Norte
Brad Watt (ブラッド・ワット Buraddo Watto?)
Voz por: Yūki Ono
Raymond Hardy (レイモンド・ハーディー Reimondo Hādī?)
Voz por: Tarusuke Shingaki

### Asia
Ho Guan (ホウ・グアン Hō Guan?)
Voz por: Masaaki Mizunaka
Sun Chong (スン・チョン Sun Chon?)
Voz por: Kazumasa Nakamura

### Otros
Takuto Ōnishi (大西 タクト Shishibe Shion?)
Voz por: Taito Ban
Tsubasa Mishima (三島 ツバサ Mishima Tsubasa?)
Voz por: Daiki Kobayashi
Ken Tanazaka (田名坂 ケン Tanazaka Ken?)
Voz por: Shōgo Sakata
Gen Sakuma (佐久間 ゲン Sakuma Gen?)
Voz por: Katsuhisa Hōki
Yoriko Sakuma (佐久間 ヨリコ Sakuma Yoriko?)
Voz por: Hitomi Shogawa
Tokuji Iwata (岩田 トクジ Iwata Tokuji?)
Voz por: Hitoshi Bifu

## Adaptaciones

### Fotonovela
Una serie de fotonovelas titulada Kyōkai Senki: Frost Flower (境界 戦 機 フ ロ ス ト フ ラ ワ ー, Kyōkai Senki Furosuto Furawā) comenzó a publicarse en la revista Monthly Hobby Japan de Hobby Japan desde el 21 de julio de 2021.

### Anime
Sunrise Beyond y Bandai Spirits revelaron el proyecto el 16 de marzo de 2021. La serie está dirigida por Nobuyoshi Habara y escrita por Noboru Kimura. Los diseños de personajes son proporcionados por Kenichi Ohnuki, mientras que Rasmus Faber compone la música de la serie. Se estrenó el 5 de octubre de 2021 en TV Tokyo, MBS y BS11. Blank Paper interpretó el tema de apertura de la serie "enemy". Funimation obtuvo la licencia de la serie fuera de Asia. 